# 박지원 (쇼트트랙 선수)
박지원(1996년 9월 23일~)은 대한민국의 쇼트트랙 선수이다. 2015년부터 대한민국 국가대표 선수로 활동하고 있다.

## 학력
- 경포초등학교 → 서울한산초등학교
- 동북중학교 → 화수중학교
- 행신고등학교
- 단국대학교